# Eendjesbrug
De Eendjesbrug is een brug in de Noord-Hollandse stad Haarlem. De brug ligt aan het einde van de Kampersingel, die het overspant, nabij het Spaarne. De brug ligt in het centrum van de stad en verbindt de Kampervest en de Turfmarkt met de Kampersingel, Zuider Buiten Spaarne en de Langebrug.
De brug is vernoemd naar de middeleeuwse stadspoort, de Eendjespoort, die ook wel de Leidse Waterpoort werd genoemd. Vanaf hier vertrokken voor het gereedkomen van de Leidsevaart de trekschuiten naar Leiden.